# Ralph Freeman (lord-maire)
Pour les articles homonymes, voir Ralph Freeman et Freeman.
Ralph Freeman (décédé le 16 mars 1634) est un marchand anglais qui était maire de Londres en 1633. 

## Biographie
Il est un marchand de la ville de Londres et un membre de la Worshipful Company of Clothworkers. Il siège au comité de la Compagnie des Indes orientales de 1608 à 1611 et de 1612 à 1615. De 1613 à 1615, il est auditeur de la Ville et est l'un des assistants judiciaires de la Compagnie du Levant de 1614 à 1615 et de 1616 à 1623. Il est membre du comité de la Compagnie des Indes orientales de 1617 à 1619. En 1620, il est élu shérif de la Cité de Londres mais ne sert pas immédiatement. Il est également maître de la compagnie des ouvriers du linge en 1620 et membre du comité de la Compagnie des Indes orientales de 1622 à 1623. Le 12 novembre 1622, il est élu conseiller municipal de la ville de Londres pour le quartier de Bishopsgate. Il est shérif de Londres de 1623 à 1624. En 1633, il devient échevin de Cornhill Ward et, en 1633, il est élu maire de Londres . 
La fille de Freeman, Jane, épouse George Sondes (1er comte de Feversham) . 